# Federación de Natación de América Central y el Caribe
La CCCAN (pronunciado C-C-Can), más conocida como la Confederación Centroamericana y del Caribe de Aficionados a la Natación, es el órgano rector de las actividades deportivas acuáticas en la región del Caribe y Centroamérica. Es una organización miembro de la UANA y afiliada a la FINA.

## Miembros
- Antigua y Barbuda
- Aruba
- Bahamas
- Barbados
- Bermudas
- Islas Vírgenes Británicas
- Islas Caimán
- Costa Rica
- Cuba
- Curazao
- Dominica
- República Dominicana
- El Salvador
- Granada
- Guatemala
- Haití
- Honduras
- Jamaica
- México
- Nicaragua
- Panamá
- Puerto Rico
- San Cristóbal y Nieves
- Santa Lucía
- San Vicente y las Granadinas
- Trinidad y Tobago
- Islas Turcas y Caicos
- Islas Vírgenes de los Estados Unidos

## Campeonatos
CCCAN supervisa las siguientes competiciones:
- El Campeonato Centroamericano y del Caribe de Natación (conocidos como "CCCAN" s), celebradas en los años impares. El campeonato más reciente fue hecho en junio de 2015, en Bridgetown, Barbados.[1]
- Los campeonatos de natación de las islas del Caribe (CISCs).[2]
- CAMEX, es un campeonato de grupo de edad en América Central y México.[2]